# Homalattus
Homalattus (лат.) — род аранеоморфных пауков из подсемейства Dendryphantinae в семействе пауков-скакунов (Salticidae). Все представители рода обитают в Африке, но почти все обитают в Южной Африке, кроме Homalattus coriaceus, который, помимо Южной Африки, обитает и в Сьерра-Леоне, а также Homalattus pustulatus.
К роду Homalattus ранее относили ещё два вида пауков-скакунов, позже отнесённых к родам Rhene (Homalattus deplanatus, распространён на Филиппинах, ныне Rhene deplanata) и Beata (Homalattus hispidus, распространён в Мексике, ныне Beata hispida).

## Виды
- Homalattus coriaceus Simon, 1902 — Сьерра-Леоне, Южная Африка
- Homalattus marshalli Peckham & Peckham, 1903 — Южная Африка
- Homalattus obscurus Peckham & Peckham, 1903 — Южная Африка
- Homalattus punctatus Peckham & Peckham, 1903 — Южная Африка
- Homalattus pustulatus (White, 1841) — Сьерра-Леоне
- Homalattus similis Peckham & Peckham, 1903 — Южная Африка